# Barranc d'Albalat
Albalat és el nom que rep un barranc de 2 quilòmetres de longitud, que travessa el terme d'Altura en la comarca de l'Alt Palància (País Valencià) que naix al sud de la masia denominada Casa del Català i desemboca en la rambla de l'Escarihuela.